# Virginia Pérez
Virginia Pérez Viart (23 novembre 1957) è un'ex cestista cubana.

## Carriera
Con Cuba ha disputato i Giochi olimpici di Mosca 1980.